# Estação Fazenda da Juta
A Estação Fazenda da Juta é uma estação de monotrilho da Linha 15–Prata do Metrô de São Paulo, localizada na zona sudeste da cidade de São Paulo. Foi inaugurada em 16 de dezembro de 2019, junto às estações Sapopemba e São Mateus.

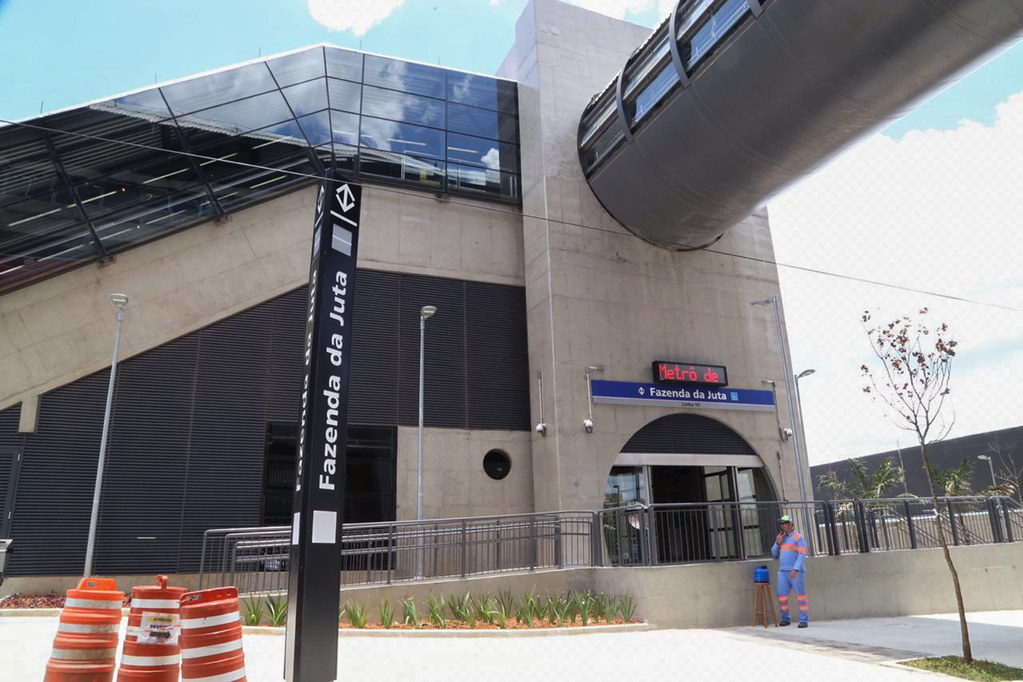
Uma das entradas da estação

## Toponímia
Fazenda da Juta é um bairro paulistano, pertencente ao distrito de Sapopemba, fundado oficialmente por migrantes nordestinos em 1977. Seu nome origina-se da antiga Fazenda Oratório, de João Cardoso Siqueira e Mafalda Franco, vendida por seus herdeiros em 1920 para Nestor de Barros. Ali, Barros iniciou o plantio de juta, que altera a denominação do lugar. Mesmo com o fim da produção de juta em 1938 e loteamento da antiga fazenda entre as décadas de 1940 e 1970, a localidade passou a ser conhecida por Fazenda da Juta.

## Diagrama da estação
|  | ↓ a ↓ |

| 1 |

|  | ↑ b ↑ |

|  | ↓ a ↓ |

| 1 |

|  | ↑ b ↑ |

|  | ↓ a ↓ |

| 1 |

|  | ↑ b ↑ |

|  | ↓ a ↓ |

| 1 |

|  | ↑ b ↑ |

## Tabela
| Sigla | Estação         | Inauguração            | Capacidade     | Integração               | Plataformas | Posição | Notas |
| ----- | --------------- | ---------------------- | -------------- | ------------------------ | ----------- | ------- | ----- |
| FJT   | Fazenda da Juta | 16 de dezembro de 2019 | Não confirmada | Bilhete Único da SPTrans | Central     | Elevada |       |